# Alisa Marić
Alisa Marić, PhD (en serbi ciríl·lic: Алиса Марић, nascuda a Nova York el 10 de gener de 1970) és una jugadora d'escacs sèrbia, que té els títols de Gran Mestre Femení i de Mestre Internacional.
El 27 de juliol de 2012, fou elegida Ministra de Joventut i Esports del Govern de Sèrbia, càrrec que va tenir fins al 2 de setembre de 2013.

## Bessones escaquistes
Alisa Marić was va començar a jugar als escacs a quatre anys, conjuntament amb la seva germana 20 minuts més jove Mirjana Marić. Alisa i Mirjana són les úniques bessones amb el títol de Gran Mestre Femení en la història recent dels escacs. Alisa també és mare de bessons, nen i nena, Milica i Dušan.

## Primers èxits
A 12 anys, Alisa va esdevenir Mestre nacional, i campiona absoluta de Belgrad. A 15 anys, obtingué el títol de Mestre Internacional Femení i fou subcampiona del món juvenil a Dobrna 1985 (la campiona fou Ketevan Arakhamia). Amb 16 anys, fou la campiona més jove de la història del campionat femení de Iugoslàvia, a Pucarevo 1986. A 18 anys, Alisa va obtenir el títol de Gran Mestre Femení. Amb 20 anys, era la tercera jugadora amb millor rànquing del Campionat del món femení.

## Campionat del món
Alisa Marić va obtenir bons resultats en sis cicles pel campionat del món consecutius:
El 1990, va guanyar el Torneig de Candidates pel Campionat del món femení a Borzhomi, Geòrgia, URSS (conjuntament amb Xie Jun). El 1991, Marić i Xie Jun van jugar el matx final de candidates en dues parts, primer a Belgrad, Iugoslàvia, i posteriorment a Beijing, Xina. La xinesa Xie Jun va vèncer per 4,5:2,5 i més tard acabaria esdevenint la campiona del món, en derrotar la soviètica Maia Txiburdanidze.
El 1992, Marić empatà als llocs 4t-5è al Torneig de Candidates de Xangai, Xina. El 1994, empatà als llocs 4t-5è al Torneig de Candidates de Tilburg, Països Baixos. El 1997, empatà als llocs 4t-5è al Torneig de Candidates de Groningen, Països Baixos. A partir del 2000, el campionat del món de la FIDE es basa en un sistema eliminatori. A Nova Delhi, Índia, el 2000, Alisa Marić va jugar el matx semifinal contra la xinesa Qin Kanying. A Moscou, Rússia, el 2001, va arribar a la tercera ronda, en què va perdre contra la xinesa Zhu Chen, qui acabaria sent la campiona del món en aquella edició.

## Medalles
Alisa Marić és una heroïna esportiva de Sèrbia i l'antiga Iugoslàvia. Des de 1986, va fer el paper de líder a la selecció nacional d'escacs, i va guanyar la medalla de bronze per equips a l'olimpíada de Salònica de 1988 i un bronze individual a l'olimpíada d'Elistà de 1998. També va obtenir una medalla d'argent al campionat d'Europa femení per equips a Batumi 1999. El 2001 a Xangai, Alisa Marić fou una de les sis jugadores de l'«equip de la resta del món» que va jugar un matx d'exhibició contra la Xina. A Belgrad, el 2007, fou guardonada amb el prestigiós «premi St.Sava» pels seus vint anys com a membre de l'equip nacional. Va participar com a primer tauler en deu olimpíades d'escacs (Dubai 1986, Salònica 1988, Novi Sad 1990, Moscou 1994, Erevan 1996, Elistà 1998, Istanbul 2000, Calvià 2004, Torí 2006 i Dresden 2008) i en cinc campionats d'Europa per equips (Batumi 1999, León 2001, Plovdiv 2003, Gothenburg 2005 i Novi Sad 2009). A més a més, va guanyar tres cops la Copa d'Europa de clubs d'escacs amb l'Agrouniverzal, club de Belgrad.

## Altres activitats
Alisa Marić té un doctorat en econòmiques, i treballa com a professora de màrqueting a la facultat de cultura i mitjans de la Universitat Megatrend de Belgrad. És coautora dels llibres d'estudi Principles of Marketing i Media Marketing. Fou membre de la mesa presidencial del comitè olímpic serbi. Ha estat també la presentadora de xous de TV com ara Alisa al meravellós món dels escacs.

## Partida notable
|   | a | b | c | d | e | f | g | h |   |
| 8 | c8 negres torre · g8 negres rei · f7 negres peó · h7 negres peó · a6 negres dama · e6 negres peó · g6 negres peó · a5 negres peó · d5 negres cavall · e5 blanques peó · d4 negres torre · e4 blanques cavall · f4 blanques peó · h4 blanques dama · c3 negres peó · a2 blanques peó · g2 blanques peó · h2 blanques peó · c1 blanques torre · e1 blanques torre · h1 blanques rei | c8 negres torre · g8 negres rei · f7 negres peó · h7 negres peó · a6 negres dama · e6 negres peó · g6 negres peó · a5 negres peó · d5 negres cavall · e5 blanques peó · d4 negres torre · e4 blanques cavall · f4 blanques peó · h4 blanques dama · c3 negres peó · a2 blanques peó · g2 blanques peó · h2 blanques peó · c1 blanques torre · e1 blanques torre · h1 blanques rei | c8 negres torre · g8 negres rei · f7 negres peó · h7 negres peó · a6 negres dama · e6 negres peó · g6 negres peó · a5 negres peó · d5 negres cavall · e5 blanques peó · d4 negres torre · e4 blanques cavall · f4 blanques peó · h4 blanques dama · c3 negres peó · a2 blanques peó · g2 blanques peó · h2 blanques peó · c1 blanques torre · e1 blanques torre · h1 blanques rei | c8 negres torre · g8 negres rei · f7 negres peó · h7 negres peó · a6 negres dama · e6 negres peó · g6 negres peó · a5 negres peó · d5 negres cavall · e5 blanques peó · d4 negres torre · e4 blanques cavall · f4 blanques peó · h4 blanques dama · c3 negres peó · a2 blanques peó · g2 blanques peó · h2 blanques peó · c1 blanques torre · e1 blanques torre · h1 blanques rei | c8 negres torre · g8 negres rei · f7 negres peó · h7 negres peó · a6 negres dama · e6 negres peó · g6 negres peó · a5 negres peó · d5 negres cavall · e5 blanques peó · d4 negres torre · e4 blanques cavall · f4 blanques peó · h4 blanques dama · c3 negres peó · a2 blanques peó · g2 blanques peó · h2 blanques peó · c1 blanques torre · e1 blanques torre · h1 blanques rei | c8 negres torre · g8 negres rei · f7 negres peó · h7 negres peó · a6 negres dama · e6 negres peó · g6 negres peó · a5 negres peó · d5 negres cavall · e5 blanques peó · d4 negres torre · e4 blanques cavall · f4 blanques peó · h4 blanques dama · c3 negres peó · a2 blanques peó · g2 blanques peó · h2 blanques peó · c1 blanques torre · e1 blanques torre · h1 blanques rei | c8 negres torre · g8 negres rei · f7 negres peó · h7 negres peó · a6 negres dama · e6 negres peó · g6 negres peó · a5 negres peó · d5 negres cavall · e5 blanques peó · d4 negres torre · e4 blanques cavall · f4 blanques peó · h4 blanques dama · c3 negres peó · a2 blanques peó · g2 blanques peó · h2 blanques peó · c1 blanques torre · e1 blanques torre · h1 blanques rei | c8 negres torre · g8 negres rei · f7 negres peó · h7 negres peó · a6 negres dama · e6 negres peó · g6 negres peó · a5 negres peó · d5 negres cavall · e5 blanques peó · d4 negres torre · e4 blanques cavall · f4 blanques peó · h4 blanques dama · c3 negres peó · a2 blanques peó · g2 blanques peó · h2 blanques peó · c1 blanques torre · e1 blanques torre · h1 blanques rei | 8 |
| 7 | c8 negres torre · g8 negres rei · f7 negres peó · h7 negres peó · a6 negres dama · e6 negres peó · g6 negres peó · a5 negres peó · d5 negres cavall · e5 blanques peó · d4 negres torre · e4 blanques cavall · f4 blanques peó · h4 blanques dama · c3 negres peó · a2 blanques peó · g2 blanques peó · h2 blanques peó · c1 blanques torre · e1 blanques torre · h1 blanques rei | c8 negres torre · g8 negres rei · f7 negres peó · h7 negres peó · a6 negres dama · e6 negres peó · g6 negres peó · a5 negres peó · d5 negres cavall · e5 blanques peó · d4 negres torre · e4 blanques cavall · f4 blanques peó · h4 blanques dama · c3 negres peó · a2 blanques peó · g2 blanques peó · h2 blanques peó · c1 blanques torre · e1 blanques torre · h1 blanques rei | c8 negres torre · g8 negres rei · f7 negres peó · h7 negres peó · a6 negres dama · e6 negres peó · g6 negres peó · a5 negres peó · d5 negres cavall · e5 blanques peó · d4 negres torre · e4 blanques cavall · f4 blanques peó · h4 blanques dama · c3 negres peó · a2 blanques peó · g2 blanques peó · h2 blanques peó · c1 blanques torre · e1 blanques torre · h1 blanques rei | c8 negres torre · g8 negres rei · f7 negres peó · h7 negres peó · a6 negres dama · e6 negres peó · g6 negres peó · a5 negres peó · d5 negres cavall · e5 blanques peó · d4 negres torre · e4 blanques cavall · f4 blanques peó · h4 blanques dama · c3 negres peó · a2 blanques peó · g2 blanques peó · h2 blanques peó · c1 blanques torre · e1 blanques torre · h1 blanques rei | c8 negres torre · g8 negres rei · f7 negres peó · h7 negres peó · a6 negres dama · e6 negres peó · g6 negres peó · a5 negres peó · d5 negres cavall · e5 blanques peó · d4 negres torre · e4 blanques cavall · f4 blanques peó · h4 blanques dama · c3 negres peó · a2 blanques peó · g2 blanques peó · h2 blanques peó · c1 blanques torre · e1 blanques torre · h1 blanques rei | c8 negres torre · g8 negres rei · f7 negres peó · h7 negres peó · a6 negres dama · e6 negres peó · g6 negres peó · a5 negres peó · d5 negres cavall · e5 blanques peó · d4 negres torre · e4 blanques cavall · f4 blanques peó · h4 blanques dama · c3 negres peó · a2 blanques peó · g2 blanques peó · h2 blanques peó · c1 blanques torre · e1 blanques torre · h1 blanques rei | c8 negres torre · g8 negres rei · f7 negres peó · h7 negres peó · a6 negres dama · e6 negres peó · g6 negres peó · a5 negres peó · d5 negres cavall · e5 blanques peó · d4 negres torre · e4 blanques cavall · f4 blanques peó · h4 blanques dama · c3 negres peó · a2 blanques peó · g2 blanques peó · h2 blanques peó · c1 blanques torre · e1 blanques torre · h1 blanques rei | c8 negres torre · g8 negres rei · f7 negres peó · h7 negres peó · a6 negres dama · e6 negres peó · g6 negres peó · a5 negres peó · d5 negres cavall · e5 blanques peó · d4 negres torre · e4 blanques cavall · f4 blanques peó · h4 blanques dama · c3 negres peó · a2 blanques peó · g2 blanques peó · h2 blanques peó · c1 blanques torre · e1 blanques torre · h1 blanques rei | 7 |
| 6 | c8 negres torre · g8 negres rei · f7 negres peó · h7 negres peó · a6 negres dama · e6 negres peó · g6 negres peó · a5 negres peó · d5 negres cavall · e5 blanques peó · d4 negres torre · e4 blanques cavall · f4 blanques peó · h4 blanques dama · c3 negres peó · a2 blanques peó · g2 blanques peó · h2 blanques peó · c1 blanques torre · e1 blanques torre · h1 blanques rei | c8 negres torre · g8 negres rei · f7 negres peó · h7 negres peó · a6 negres dama · e6 negres peó · g6 negres peó · a5 negres peó · d5 negres cavall · e5 blanques peó · d4 negres torre · e4 blanques cavall · f4 blanques peó · h4 blanques dama · c3 negres peó · a2 blanques peó · g2 blanques peó · h2 blanques peó · c1 blanques torre · e1 blanques torre · h1 blanques rei | c8 negres torre · g8 negres rei · f7 negres peó · h7 negres peó · a6 negres dama · e6 negres peó · g6 negres peó · a5 negres peó · d5 negres cavall · e5 blanques peó · d4 negres torre · e4 blanques cavall · f4 blanques peó · h4 blanques dama · c3 negres peó · a2 blanques peó · g2 blanques peó · h2 blanques peó · c1 blanques torre · e1 blanques torre · h1 blanques rei | c8 negres torre · g8 negres rei · f7 negres peó · h7 negres peó · a6 negres dama · e6 negres peó · g6 negres peó · a5 negres peó · d5 negres cavall · e5 blanques peó · d4 negres torre · e4 blanques cavall · f4 blanques peó · h4 blanques dama · c3 negres peó · a2 blanques peó · g2 blanques peó · h2 blanques peó · c1 blanques torre · e1 blanques torre · h1 blanques rei | c8 negres torre · g8 negres rei · f7 negres peó · h7 negres peó · a6 negres dama · e6 negres peó · g6 negres peó · a5 negres peó · d5 negres cavall · e5 blanques peó · d4 negres torre · e4 blanques cavall · f4 blanques peó · h4 blanques dama · c3 negres peó · a2 blanques peó · g2 blanques peó · h2 blanques peó · c1 blanques torre · e1 blanques torre · h1 blanques rei | c8 negres torre · g8 negres rei · f7 negres peó · h7 negres peó · a6 negres dama · e6 negres peó · g6 negres peó · a5 negres peó · d5 negres cavall · e5 blanques peó · d4 negres torre · e4 blanques cavall · f4 blanques peó · h4 blanques dama · c3 negres peó · a2 blanques peó · g2 blanques peó · h2 blanques peó · c1 blanques torre · e1 blanques torre · h1 blanques rei | c8 negres torre · g8 negres rei · f7 negres peó · h7 negres peó · a6 negres dama · e6 negres peó · g6 negres peó · a5 negres peó · d5 negres cavall · e5 blanques peó · d4 negres torre · e4 blanques cavall · f4 blanques peó · h4 blanques dama · c3 negres peó · a2 blanques peó · g2 blanques peó · h2 blanques peó · c1 blanques torre · e1 blanques torre · h1 blanques rei | c8 negres torre · g8 negres rei · f7 negres peó · h7 negres peó · a6 negres dama · e6 negres peó · g6 negres peó · a5 negres peó · d5 negres cavall · e5 blanques peó · d4 negres torre · e4 blanques cavall · f4 blanques peó · h4 blanques dama · c3 negres peó · a2 blanques peó · g2 blanques peó · h2 blanques peó · c1 blanques torre · e1 blanques torre · h1 blanques rei | 6 |
| 5 | c8 negres torre · g8 negres rei · f7 negres peó · h7 negres peó · a6 negres dama · e6 negres peó · g6 negres peó · a5 negres peó · d5 negres cavall · e5 blanques peó · d4 negres torre · e4 blanques cavall · f4 blanques peó · h4 blanques dama · c3 negres peó · a2 blanques peó · g2 blanques peó · h2 blanques peó · c1 blanques torre · e1 blanques torre · h1 blanques rei | c8 negres torre · g8 negres rei · f7 negres peó · h7 negres peó · a6 negres dama · e6 negres peó · g6 negres peó · a5 negres peó · d5 negres cavall · e5 blanques peó · d4 negres torre · e4 blanques cavall · f4 blanques peó · h4 blanques dama · c3 negres peó · a2 blanques peó · g2 blanques peó · h2 blanques peó · c1 blanques torre · e1 blanques torre · h1 blanques rei | c8 negres torre · g8 negres rei · f7 negres peó · h7 negres peó · a6 negres dama · e6 negres peó · g6 negres peó · a5 negres peó · d5 negres cavall · e5 blanques peó · d4 negres torre · e4 blanques cavall · f4 blanques peó · h4 blanques dama · c3 negres peó · a2 blanques peó · g2 blanques peó · h2 blanques peó · c1 blanques torre · e1 blanques torre · h1 blanques rei | c8 negres torre · g8 negres rei · f7 negres peó · h7 negres peó · a6 negres dama · e6 negres peó · g6 negres peó · a5 negres peó · d5 negres cavall · e5 blanques peó · d4 negres torre · e4 blanques cavall · f4 blanques peó · h4 blanques dama · c3 negres peó · a2 blanques peó · g2 blanques peó · h2 blanques peó · c1 blanques torre · e1 blanques torre · h1 blanques rei | c8 negres torre · g8 negres rei · f7 negres peó · h7 negres peó · a6 negres dama · e6 negres peó · g6 negres peó · a5 negres peó · d5 negres cavall · e5 blanques peó · d4 negres torre · e4 blanques cavall · f4 blanques peó · h4 blanques dama · c3 negres peó · a2 blanques peó · g2 blanques peó · h2 blanques peó · c1 blanques torre · e1 blanques torre · h1 blanques rei | c8 negres torre · g8 negres rei · f7 negres peó · h7 negres peó · a6 negres dama · e6 negres peó · g6 negres peó · a5 negres peó · d5 negres cavall · e5 blanques peó · d4 negres torre · e4 blanques cavall · f4 blanques peó · h4 blanques dama · c3 negres peó · a2 blanques peó · g2 blanques peó · h2 blanques peó · c1 blanques torre · e1 blanques torre · h1 blanques rei | c8 negres torre · g8 negres rei · f7 negres peó · h7 negres peó · a6 negres dama · e6 negres peó · g6 negres peó · a5 negres peó · d5 negres cavall · e5 blanques peó · d4 negres torre · e4 blanques cavall · f4 blanques peó · h4 blanques dama · c3 negres peó · a2 blanques peó · g2 blanques peó · h2 blanques peó · c1 blanques torre · e1 blanques torre · h1 blanques rei | c8 negres torre · g8 negres rei · f7 negres peó · h7 negres peó · a6 negres dama · e6 negres peó · g6 negres peó · a5 negres peó · d5 negres cavall · e5 blanques peó · d4 negres torre · e4 blanques cavall · f4 blanques peó · h4 blanques dama · c3 negres peó · a2 blanques peó · g2 blanques peó · h2 blanques peó · c1 blanques torre · e1 blanques torre · h1 blanques rei | 5 |
| 4 | c8 negres torre · g8 negres rei · f7 negres peó · h7 negres peó · a6 negres dama · e6 negres peó · g6 negres peó · a5 negres peó · d5 negres cavall · e5 blanques peó · d4 negres torre · e4 blanques cavall · f4 blanques peó · h4 blanques dama · c3 negres peó · a2 blanques peó · g2 blanques peó · h2 blanques peó · c1 blanques torre · e1 blanques torre · h1 blanques rei | c8 negres torre · g8 negres rei · f7 negres peó · h7 negres peó · a6 negres dama · e6 negres peó · g6 negres peó · a5 negres peó · d5 negres cavall · e5 blanques peó · d4 negres torre · e4 blanques cavall · f4 blanques peó · h4 blanques dama · c3 negres peó · a2 blanques peó · g2 blanques peó · h2 blanques peó · c1 blanques torre · e1 blanques torre · h1 blanques rei | c8 negres torre · g8 negres rei · f7 negres peó · h7 negres peó · a6 negres dama · e6 negres peó · g6 negres peó · a5 negres peó · d5 negres cavall · e5 blanques peó · d4 negres torre · e4 blanques cavall · f4 blanques peó · h4 blanques dama · c3 negres peó · a2 blanques peó · g2 blanques peó · h2 blanques peó · c1 blanques torre · e1 blanques torre · h1 blanques rei | c8 negres torre · g8 negres rei · f7 negres peó · h7 negres peó · a6 negres dama · e6 negres peó · g6 negres peó · a5 negres peó · d5 negres cavall · e5 blanques peó · d4 negres torre · e4 blanques cavall · f4 blanques peó · h4 blanques dama · c3 negres peó · a2 blanques peó · g2 blanques peó · h2 blanques peó · c1 blanques torre · e1 blanques torre · h1 blanques rei | c8 negres torre · g8 negres rei · f7 negres peó · h7 negres peó · a6 negres dama · e6 negres peó · g6 negres peó · a5 negres peó · d5 negres cavall · e5 blanques peó · d4 negres torre · e4 blanques cavall · f4 blanques peó · h4 blanques dama · c3 negres peó · a2 blanques peó · g2 blanques peó · h2 blanques peó · c1 blanques torre · e1 blanques torre · h1 blanques rei | c8 negres torre · g8 negres rei · f7 negres peó · h7 negres peó · a6 negres dama · e6 negres peó · g6 negres peó · a5 negres peó · d5 negres cavall · e5 blanques peó · d4 negres torre · e4 blanques cavall · f4 blanques peó · h4 blanques dama · c3 negres peó · a2 blanques peó · g2 blanques peó · h2 blanques peó · c1 blanques torre · e1 blanques torre · h1 blanques rei | c8 negres torre · g8 negres rei · f7 negres peó · h7 negres peó · a6 negres dama · e6 negres peó · g6 negres peó · a5 negres peó · d5 negres cavall · e5 blanques peó · d4 negres torre · e4 blanques cavall · f4 blanques peó · h4 blanques dama · c3 negres peó · a2 blanques peó · g2 blanques peó · h2 blanques peó · c1 blanques torre · e1 blanques torre · h1 blanques rei | c8 negres torre · g8 negres rei · f7 negres peó · h7 negres peó · a6 negres dama · e6 negres peó · g6 negres peó · a5 negres peó · d5 negres cavall · e5 blanques peó · d4 negres torre · e4 blanques cavall · f4 blanques peó · h4 blanques dama · c3 negres peó · a2 blanques peó · g2 blanques peó · h2 blanques peó · c1 blanques torre · e1 blanques torre · h1 blanques rei | 4 |
| 3 | c8 negres torre · g8 negres rei · f7 negres peó · h7 negres peó · a6 negres dama · e6 negres peó · g6 negres peó · a5 negres peó · d5 negres cavall · e5 blanques peó · d4 negres torre · e4 blanques cavall · f4 blanques peó · h4 blanques dama · c3 negres peó · a2 blanques peó · g2 blanques peó · h2 blanques peó · c1 blanques torre · e1 blanques torre · h1 blanques rei | c8 negres torre · g8 negres rei · f7 negres peó · h7 negres peó · a6 negres dama · e6 negres peó · g6 negres peó · a5 negres peó · d5 negres cavall · e5 blanques peó · d4 negres torre · e4 blanques cavall · f4 blanques peó · h4 blanques dama · c3 negres peó · a2 blanques peó · g2 blanques peó · h2 blanques peó · c1 blanques torre · e1 blanques torre · h1 blanques rei | c8 negres torre · g8 negres rei · f7 negres peó · h7 negres peó · a6 negres dama · e6 negres peó · g6 negres peó · a5 negres peó · d5 negres cavall · e5 blanques peó · d4 negres torre · e4 blanques cavall · f4 blanques peó · h4 blanques dama · c3 negres peó · a2 blanques peó · g2 blanques peó · h2 blanques peó · c1 blanques torre · e1 blanques torre · h1 blanques rei | c8 negres torre · g8 negres rei · f7 negres peó · h7 negres peó · a6 negres dama · e6 negres peó · g6 negres peó · a5 negres peó · d5 negres cavall · e5 blanques peó · d4 negres torre · e4 blanques cavall · f4 blanques peó · h4 blanques dama · c3 negres peó · a2 blanques peó · g2 blanques peó · h2 blanques peó · c1 blanques torre · e1 blanques torre · h1 blanques rei | c8 negres torre · g8 negres rei · f7 negres peó · h7 negres peó · a6 negres dama · e6 negres peó · g6 negres peó · a5 negres peó · d5 negres cavall · e5 blanques peó · d4 negres torre · e4 blanques cavall · f4 blanques peó · h4 blanques dama · c3 negres peó · a2 blanques peó · g2 blanques peó · h2 blanques peó · c1 blanques torre · e1 blanques torre · h1 blanques rei | c8 negres torre · g8 negres rei · f7 negres peó · h7 negres peó · a6 negres dama · e6 negres peó · g6 negres peó · a5 negres peó · d5 negres cavall · e5 blanques peó · d4 negres torre · e4 blanques cavall · f4 blanques peó · h4 blanques dama · c3 negres peó · a2 blanques peó · g2 blanques peó · h2 blanques peó · c1 blanques torre · e1 blanques torre · h1 blanques rei | c8 negres torre · g8 negres rei · f7 negres peó · h7 negres peó · a6 negres dama · e6 negres peó · g6 negres peó · a5 negres peó · d5 negres cavall · e5 blanques peó · d4 negres torre · e4 blanques cavall · f4 blanques peó · h4 blanques dama · c3 negres peó · a2 blanques peó · g2 blanques peó · h2 blanques peó · c1 blanques torre · e1 blanques torre · h1 blanques rei | c8 negres torre · g8 negres rei · f7 negres peó · h7 negres peó · a6 negres dama · e6 negres peó · g6 negres peó · a5 negres peó · d5 negres cavall · e5 blanques peó · d4 negres torre · e4 blanques cavall · f4 blanques peó · h4 blanques dama · c3 negres peó · a2 blanques peó · g2 blanques peó · h2 blanques peó · c1 blanques torre · e1 blanques torre · h1 blanques rei | 3 |
| 2 | c8 negres torre · g8 negres rei · f7 negres peó · h7 negres peó · a6 negres dama · e6 negres peó · g6 negres peó · a5 negres peó · d5 negres cavall · e5 blanques peó · d4 negres torre · e4 blanques cavall · f4 blanques peó · h4 blanques dama · c3 negres peó · a2 blanques peó · g2 blanques peó · h2 blanques peó · c1 blanques torre · e1 blanques torre · h1 blanques rei | c8 negres torre · g8 negres rei · f7 negres peó · h7 negres peó · a6 negres dama · e6 negres peó · g6 negres peó · a5 negres peó · d5 negres cavall · e5 blanques peó · d4 negres torre · e4 blanques cavall · f4 blanques peó · h4 blanques dama · c3 negres peó · a2 blanques peó · g2 blanques peó · h2 blanques peó · c1 blanques torre · e1 blanques torre · h1 blanques rei | c8 negres torre · g8 negres rei · f7 negres peó · h7 negres peó · a6 negres dama · e6 negres peó · g6 negres peó · a5 negres peó · d5 negres cavall · e5 blanques peó · d4 negres torre · e4 blanques cavall · f4 blanques peó · h4 blanques dama · c3 negres peó · a2 blanques peó · g2 blanques peó · h2 blanques peó · c1 blanques torre · e1 blanques torre · h1 blanques rei | c8 negres torre · g8 negres rei · f7 negres peó · h7 negres peó · a6 negres dama · e6 negres peó · g6 negres peó · a5 negres peó · d5 negres cavall · e5 blanques peó · d4 negres torre · e4 blanques cavall · f4 blanques peó · h4 blanques dama · c3 negres peó · a2 blanques peó · g2 blanques peó · h2 blanques peó · c1 blanques torre · e1 blanques torre · h1 blanques rei | c8 negres torre · g8 negres rei · f7 negres peó · h7 negres peó · a6 negres dama · e6 negres peó · g6 negres peó · a5 negres peó · d5 negres cavall · e5 blanques peó · d4 negres torre · e4 blanques cavall · f4 blanques peó · h4 blanques dama · c3 negres peó · a2 blanques peó · g2 blanques peó · h2 blanques peó · c1 blanques torre · e1 blanques torre · h1 blanques rei | c8 negres torre · g8 negres rei · f7 negres peó · h7 negres peó · a6 negres dama · e6 negres peó · g6 negres peó · a5 negres peó · d5 negres cavall · e5 blanques peó · d4 negres torre · e4 blanques cavall · f4 blanques peó · h4 blanques dama · c3 negres peó · a2 blanques peó · g2 blanques peó · h2 blanques peó · c1 blanques torre · e1 blanques torre · h1 blanques rei | c8 negres torre · g8 negres rei · f7 negres peó · h7 negres peó · a6 negres dama · e6 negres peó · g6 negres peó · a5 negres peó · d5 negres cavall · e5 blanques peó · d4 negres torre · e4 blanques cavall · f4 blanques peó · h4 blanques dama · c3 negres peó · a2 blanques peó · g2 blanques peó · h2 blanques peó · c1 blanques torre · e1 blanques torre · h1 blanques rei | c8 negres torre · g8 negres rei · f7 negres peó · h7 negres peó · a6 negres dama · e6 negres peó · g6 negres peó · a5 negres peó · d5 negres cavall · e5 blanques peó · d4 negres torre · e4 blanques cavall · f4 blanques peó · h4 blanques dama · c3 negres peó · a2 blanques peó · g2 blanques peó · h2 blanques peó · c1 blanques torre · e1 blanques torre · h1 blanques rei | 2 |
| 1 | c8 negres torre · g8 negres rei · f7 negres peó · h7 negres peó · a6 negres dama · e6 negres peó · g6 negres peó · a5 negres peó · d5 negres cavall · e5 blanques peó · d4 negres torre · e4 blanques cavall · f4 blanques peó · h4 blanques dama · c3 negres peó · a2 blanques peó · g2 blanques peó · h2 blanques peó · c1 blanques torre · e1 blanques torre · h1 blanques rei | c8 negres torre · g8 negres rei · f7 negres peó · h7 negres peó · a6 negres dama · e6 negres peó · g6 negres peó · a5 negres peó · d5 negres cavall · e5 blanques peó · d4 negres torre · e4 blanques cavall · f4 blanques peó · h4 blanques dama · c3 negres peó · a2 blanques peó · g2 blanques peó · h2 blanques peó · c1 blanques torre · e1 blanques torre · h1 blanques rei | c8 negres torre · g8 negres rei · f7 negres peó · h7 negres peó · a6 negres dama · e6 negres peó · g6 negres peó · a5 negres peó · d5 negres cavall · e5 blanques peó · d4 negres torre · e4 blanques cavall · f4 blanques peó · h4 blanques dama · c3 negres peó · a2 blanques peó · g2 blanques peó · h2 blanques peó · c1 blanques torre · e1 blanques torre · h1 blanques rei | c8 negres torre · g8 negres rei · f7 negres peó · h7 negres peó · a6 negres dama · e6 negres peó · g6 negres peó · a5 negres peó · d5 negres cavall · e5 blanques peó · d4 negres torre · e4 blanques cavall · f4 blanques peó · h4 blanques dama · c3 negres peó · a2 blanques peó · g2 blanques peó · h2 blanques peó · c1 blanques torre · e1 blanques torre · h1 blanques rei | c8 negres torre · g8 negres rei · f7 negres peó · h7 negres peó · a6 negres dama · e6 negres peó · g6 negres peó · a5 negres peó · d5 negres cavall · e5 blanques peó · d4 negres torre · e4 blanques cavall · f4 blanques peó · h4 blanques dama · c3 negres peó · a2 blanques peó · g2 blanques peó · h2 blanques peó · c1 blanques torre · e1 blanques torre · h1 blanques rei | c8 negres torre · g8 negres rei · f7 negres peó · h7 negres peó · a6 negres dama · e6 negres peó · g6 negres peó · a5 negres peó · d5 negres cavall · e5 blanques peó · d4 negres torre · e4 blanques cavall · f4 blanques peó · h4 blanques dama · c3 negres peó · a2 blanques peó · g2 blanques peó · h2 blanques peó · c1 blanques torre · e1 blanques torre · h1 blanques rei | c8 negres torre · g8 negres rei · f7 negres peó · h7 negres peó · a6 negres dama · e6 negres peó · g6 negres peó · a5 negres peó · d5 negres cavall · e5 blanques peó · d4 negres torre · e4 blanques cavall · f4 blanques peó · h4 blanques dama · c3 negres peó · a2 blanques peó · g2 blanques peó · h2 blanques peó · c1 blanques torre · e1 blanques torre · h1 blanques rei | c8 negres torre · g8 negres rei · f7 negres peó · h7 negres peó · a6 negres dama · e6 negres peó · g6 negres peó · a5 negres peó · d5 negres cavall · e5 blanques peó · d4 negres torre · e4 blanques cavall · f4 blanques peó · h4 blanques dama · c3 negres peó · a2 blanques peó · g2 blanques peó · h2 blanques peó · c1 blanques torre · e1 blanques torre · h1 blanques rei | 1 |
|   | a | b | c | d | e | f | g | h |   |

Aquesta és una victòria d'Alisa Marić contra el futur campió del món Viswanathan Anand. La partida es va jugar al torneig obert de Lugano, Suïssa, el 1988.
Anand (2520) – Marić (2345) (defensa siciliana, Codi ECO B46)

1.e4 c5 2.Cf3 Cc6 3.d4 cxd4 4.Cxd4 Dc7 5.Cc3 e6 6.f4 a6 7.Cxc6 bxc6 8.Ad3 d5 9.0-0 Cf6 10.e5 Cd7 11.b3 Cc5 12.Rh1 Ae7 13.Dh5 g6 14.Dh6 Af8 15.Dh3 a5 16.Ae3 Aa6 17.Tfd1 Ae7 18.Dh6 Af8 19.Dh4 Ae7 20.Df2 Cd7 21.De2 Dc8 22.Ca4 c5 23.Ad2 Axd3 24.cxd3 0-0 25.Tac1 Da6 26.Ae3 Tac8 27.Td2 Db5 28.Tdc2 Tc6 29.Af2 Tfc8 30.De3 c4 31.Cc3 Da6 32.bxc4 dxc4 33.d4 Cb6 34.Df3 T6c7 35.Dh3 Td7 36.Ah4 Axh4 37.Dxh4 Txd4 38.Te2 Cd5 39.Ce4 c3 40.Tee1 Dd3 41.Txc3 Txc3 42.Dd8+ Rg7 43.Cf6 Cxf6 44.exf6+ Rh6 45.Df8+ Rh5 46.Dxf7 Txf4 47.Te5+ Tf5 48.Dxh7+ Rg5 49.h4+ Rxf6 0–1